# William Adams (Gouverneur)
William Herbert Adams (* 15. Februar 1861 in Blue Mounds, Wisconsin; † 4. Februar 1954 in Alamosa, Colorado) war ein US-amerikanischer Politiker (Demokratische Partei) und von 1927 bis 1933 der 24. Gouverneur des Bundesstaates Colorado.

## Frühe Jahre und politischer Aufstieg
William Adams war der Bruder von Alva Adams, der zwischen 1887 und 1905 mehrfach Gouverneur von Colorado war. Er kam im Jahr 1871 mit seiner Familie nach Colorado. Seine Schulbildung hielt sich in Grenzen; das meiste Wissen hat er sich selbst angeeignet.
1883 wurde Adams Kämmerer der Stadt Alamosa; im Jahr 1885 wurde er zum Bürgermeister dieser Stadt gewählt. Danach war er Landrat im Conejos County. Zwischen 1886 und 1888 saß er auch als Abgeordneter im Repräsentantenhaus von Colorado sowie von 1888 bis 1927 im Staatssenat. Am 2. November 1926 wurde er als Kandidat der Demokraten zum neuen Gouverneur seines Staates gewählt.

## Gouverneur von Colorado
William Adams trat sein neues Amt am 11. Januar 1927 an. Nachdem er in den Jahren 1928 und 1930 jeweils wiedergewählt worden war, konnte er bis zum 10. Januar 1933 im Amt bleiben. Damit war er der erste Gouverneur von Colorado, der drei zusammenhängende Amtszeiten absolvieren konnte. In seiner Amtszeit wurden einige neue Schulen und Institute gegründet. Dazu gehörte das Colorado Agricultural College, das Western State College und das Colorado Teacher’s College. Eine bereits bestehende Bergbauschule wurde ebenso wie die University of Colorado besser finanziert. Seine dritte und letzte Amtszeit war überschattet vom Beginn der großen Weltwirtschaftskrise, deren Folgen auch Colorado erreichten.
Nach dem Ende seiner Gouverneurszeit zog sich Adams aus der Politik zurück und widmete sich seinen privaten Interessen. Er starb im Jahr 1954 im Alter von fast 93 Jahren. William Adams war zweimal verheiratet. Sein Neffe Alva B. Adams war von 1923 bis 1925 und nochmals von 1933 bis 1941 US-Senator.